# Sharon Hayes
Sharon Hayes, född 1970 i Baltimore, USA, är en konstnär som bor och arbetar i New York. Hon arbetar med text, video, performance och ljud med fokus på språk, retorik och politik i verk som bland annat avhandlar aktivism, representationer av genus, queerteori och feministiska strategier. 
Ofta arbetar hon i det offentliga rummet där hon iscensatt protester och demonstrationer, och hållit offentliga tal. Ett exempel är det pågående konstprojektet In the Near Future där hon genomför en serie med enmansdemonstrationer med återanvända politiska slogans och texter från demonstrationskyltar. Ett annat är de två stora protestaktionerna Revolutionary Love: I Am Your Worst Fear, I Am Your Best Fantasy där hon samlade hundra demonstranter från olika HBT-grupperingar vid det rebublikanska, och vid det demokratiska nationella konventet, där alla demonstranter unisont läste en text om politik och kärlek.
Hayes har bland annat ställt ut på 11th International Istanbul Biennial, Warsaw Museum of Modern Art, The New Museum for Contemporary Art i New York och Deutsche Guggenheim i Berlin. Vid flera tillfällen har hon samarbetat med konstnären Andrea Geyer, exempelvis i verken In Times like this only Criminals remain silent, 2005 och The Future is Unthinkable / History is Ours, 2009 och de har tillsammans ställt ut på bland annat Documenta 12, Tate Modern i London och  P.S. 1 Contemporary Art Center i New York.